# Gluggarnir
A Gluggarnir egy hegy Feröer Suðuroy nevű szigetén. A sziget legmagasabb hegycsúcsa, de az egész szigetcsoport vonatkozásában csak a 106. Fámjin és Trongisvágur között emelkedik.

## Fordítás
- Ez a szócikk részben vagy egészben a Gluggarnir című angol Wikipédia-szócikk ezen változatának fordításán alapul.  Az eredeti cikk szerkesztőit annak laptörténete sorolja fel. Ez a jelzés csupán a megfogalmazás eredetét és a szerzői jogokat jelzi, nem szolgál a cikkben szereplő információk forrásmegjelöléseként.